# NTU Centre for Contemporary Art Singapore
Das NTU Centre for Contemporary Art Singapore (NTU CCA Singapore) ist ein staatliches Forschungszentrum, das der Nanyang Technological University (NTU) angeschlossen ist. Das 2013 gegründete Zentrum wird derzeit von der Gründungsdirektorin Ute Meta Bauer geleitet, die auch Professorin an der NTU School of Art, Design and Media ist. Es befindet sich in den Gillman Barracks, einem Galerienviertel in Singapur.

## Geschichte
Das NTU CCA Singapore wurde im Oktober 2013 eröffnet und nahm seinen Betrieb mehr als ein Jahr nach der offiziellen Eröffnung der Gillman Barracks am 15. September 2012 auf. Das Zentrum bestand aus vier Gebäuden: der Ausstellungshalle in Block 43 Malan Road, den Künstlerateliers in Block 38 und 37 Malan Road, dem Forschungszentrum und dem Hauptbüro in Block 6 Lock Road. Im Jahr 2014 wurde das Residenzprogramm für Künstler ins Leben gerufen. Die erste Gruppe der Stipendiaten bestand aus den aus Singapur kommenden Charles Lim, Ana Prvacki und Lee Wen sowie den Nicht-Singapurern Sam Durant, Tiffany Chung, Mona Vatamanu und Florin Tudor.
Dem Zentrum gelang es 2014 die Wanderausstellung No Country für zeitgenössischer Kunst aus Süd- und Südostasien des New Yorker der Solomon R. Guggenheim Museums in den Gillman Barracks zu zeigen und kurbelte damit die schwächelnden Besucherzahlen im Galerienviertel an. Dabei handelte es sich um 19 Kunstwerke unterschiedlicher Größe, die von June Yap aus Singapur kuratiert worden war.
Das Public Resource Centre des CCA – eine Bibliothek mit Schwerpunkt auf zeitgenössischer Kunst aus Südostasien – und die Artist Resource Platform wurden 2015 eingerichtet. Die Bibliothek beherbergt unter anderem zeitgenössische Künstlerdateien und eine Videodokumentation. Im April 2017 wurden das NTU CCA Singapore und Ute Meta Bauer in das Redaktionsteam der Zeitschrift Afterall aufgenommen.
Die Schließung des Ausstellungsraums und der Ateliers für Stipendiaten wurde im März 2021 verkündet, nachdem die Finanzierung durch das Economic Development Board (EDB) eingestellt wurde. Seit März 2022 stehen die Räume nicht mehr zur Verfügung. Erhalten blieben das Forschungszentrum und das Büro in Block 6 Lock Road.

## Ausstellungen
- 2014: Theatrical Fields (kuratiert von Ute Meta Bauer und Anca Rujoiu, erstmals vorgestellt und in Auftrag gegeben vom Bildmuseet, Umea)[10]
- 2014: No Country: Contemporary Art for South and Southeast Asia (kuratiert von June Yap, Teil der Guggenheim UBS MAP Global Art Initiative)[6]
- 2014: The Disappearance (kuratiert von Anca Rujoiu und Vera Mey)
- 2014: Paradise Lost (kuratiert von Ute Meta Bauer und Anca Rujoiu)
- 2014–2015: Yang Fudong: Incidental Scripts (kuratiert von Ute Meta Bauer und Khim Ong)
- 2015: Tomás Saraceno: Arachnid Orchestra. Jam Sessions (kuratiert von Ute Meta Bauer and Anca Rujoiu)
- 2015: Allan Sekula: Fish Story, to be continued (kuratiert von Ute Meta Bauer und Anca Rujoiu)
- 2015: Simryn Gill: Hugging the Shore (kuratiert von Ute Meta Bauer und Anca Rujoiu)
- 2016: Incomplete Urbanism: Attempts of Critical Spatial Practice (über die Arbeit des singapurischen Architekten William S. W. Lim, kuratiert von Ute Meta Bauer, Khim Ong, und Magdalena Magiera)
- 2016: Amar Kanwar: The Sovereign Forest, in Zusammenarbeit mit Sudhir Pattnaik/Samadrusti und Sherna Dastur (kuratiert von Ute Meta Bauer, Khim Ong, und Magdalena Magiera)
- 2016: Charles Lim Yi Yong: Sea State (kuratiert von Shabbir Hussain Mustafa)
- 2016: Joan Jonas: They Come to Us without a Word (zuerst für den Pavillon der Vereinigten Staaten von Amerika auf der 56. Biennale Venedig vom MIT List Visual Arts Center und co-kuratiert von Paul C. Ha, Direktor des MIT List Visual Arts Center und Ute Meta Bauer) 2017: Ulrike Ottinger: China. The Arts – The People, Photographs and Films from the 1980s and 1990s (kuratiert von Ute Meta Bauer und Khim Ong)
- 2017: The Making of an Institution (kuratiert von Ute Meta Bauer, Anna Lovecchio und Anca Rujoiu)